# 喀里多尼亚县
喀里多尼亞縣（英語：Caledonia County）是美国佛蒙特州東部的一個縣，東鄰新罕布什尔州，面積1,703平方公里。根據2020年美國人口普查，共有人口30,233人。縣治聖約翰斯堡。該縣成立於1796年，縣名是蘇格蘭的拉丁语名稱。